# Brookshire
Pour la communauté non incorporée de Californie, voir Brookshire (Californie).
Brookshire est une ville du comté de Waller au Texas.

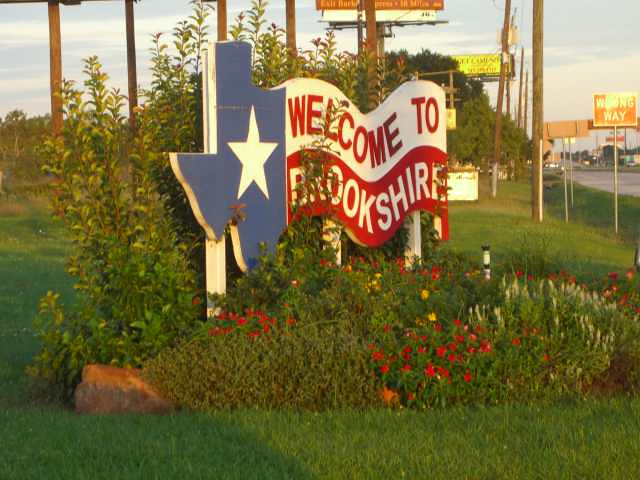
Panneau de bienvenue de Brookshire, Texas

Sa population était de 4 702 habitants en 2010.